# Böen (Löningen)
Böen ist eine Ortschaft der Stadt Löningen im niedersächsischen Landkreis Cloppenburg.
Der Ort liegt südöstlich der Kernstadt Löningen an der Landesstraße L 74. Nördlich des Ortes verläuft die L 838, westlich und südlich fließt die Hase. Östlich erstreckt sich das rund 89 ha große Naturschutzgebiet Bunner Masuren.
Im April 1945 ereignete sich an der Hase bei der zuvor gesprengten Brücke zwischen Schelmkappe und Böen ein Gefecht, bei dem zwei Dutzend britische und deutsche Soldaten starben („Battle of Böen“). Den britischen Soldaten gelang der Übergang über eine nahgelegene Holzbrücke im Ortsteil Bokah.
Im Ort befand sich die Schnapsbrennerei Berges.
Hauptarbeitgeber ist das Metallverarbeitungsunternehmen Graepel.
Eine Reithalle für Pferde mit einem angrenzenden weiträumigen Waldgebiet befinden sich in der Ortschaft.